# Higuita (giocatore di calcio a 5)
Leonardo de Melo Vieira Leite, meglio noto con lo pseudonimo Higuita (Rio de Janeiro, 6 giugno 1986), è un giocatore di calcio a 5 brasiliano naturalizzato kazako.

## Caratteristiche tecniche
Higuita sfrutta molto la sua abilità con i piedi, ibridando il concetto dello sweeper-keeper del calcio e del portiere di movimento del calcio a 5.

## Carriera
Ha iniziato a giocare a cinque anni come portiere, imitando il padre. Ha giocato per le sezioni di calcio a 5 di diverse squadre di calcio come Vasco da Gama, Flamengo e Fluminense fino a 18 anni, quando ha scelto definitivamente di giocare solo a calcio a 5. Il soprannome, Higuita, deriva dal fatto che gli piace giocare uscendo spesso dall'area di rigore, come il suo famoso collega colombiano René Higuita. Dal 2011 al 2024 è stato un giocatore del Qairat e, dal 2013, della nazionale maschile di calcio a 5 del Kazakistan. Gioca spesso con la maglia numero 2. 

## Palmarès

### Club

#### Competizioni nazionali
- Campionato del Kazakistan: 7
Qairat: 2011-12, 2012-13, 2013-14, 2014-15, 2015-16, 2016-17, 2017-18
- Coppa del Kazakistan: 6
Qairat: 2013, 2014, 2015, 2016, 2017, 2018

#### Competizioni internazionali
- Coppa UEFA: 2
Qairat: 2012-13, 2014-15
- Coppa Intercontinentale: 1
Qairat: 2014

### Individuale
- Futsal Awards: 5
Miglior portiere: 2015, 2016, 2018, 2019, 2020
- Guanto d'oro: 1
Serbia 2016